# Tochuina
Genre
Tochuina est un genre de mollusques nudibranches de la famille des Tritoniidae. Ce genre a été décrit par Nils Hjalmar Odhner en 1963.

## Liste d'espèces
Selon World Register of Marine Species (13 juillet 2024) :
- Tochuina gigantea (Bergh, 1904)
- Tochuina nigritigris (Á. Valdés, Lundsten & N. G. Wilson, 2018)
- Tochuina nigromaculata (Roginskaya, 1984)

Selon ITIS (13 juillet 2024) :
- Tochuina tetraquetra (Pallas, 1788)